# سی‌بیبیز
سی‌بیبیز (انگلیسی: CBeebies) نام یک شبکهٔ تلویزیونی بریتانیایی است که به بی‌بی‌سی تعلق دارد و هدف و شعار آن، «آموزش کودکان کمتر از ۱۰ سال، از طریق بازی و سرگرمی در محیطی همیشه مطمئن و سالم» است و همچنین «برنامه‌ها و تولیداتِ باکیفیتی که بیشتر بریتانیایی باشد». این شبکه کارش را در تاریخ ۱۱ فوریه ۲۰۰۲ میلادی آغاز کرد و تاکنون جوایز متعددی از جمله «بفتای کودکان» را دریافت داشته‌است.